# Клод Жансак
Клод Жансак (на френски: Claude Gensac) e френска киноактриса. 

## Биография
Родена е на 1 март 1927 в Аси-ан-Мюлтян, Оаз, Франция.
През 1952 г. Жансак играе Евелин в първия си игрален филм – „Животът на честния човек“.  Партнира в редица филми на Луи дьо Фюнес, като често играе негова съпруга.  Участва в „полицайската“ поредица от филми с Луи дьо Фюнес, като играе съпругата на полицая, Жозефа Крюшо. След смъртта на Луи дьо Фюнес през 1983 г. Жансак рядко участва във филми, но е активна като театрална актриса.  Жансак се появява в над 100 кино и телевизионни филма, както и в множество театрални роли.

### Личен живот
Клод Жансак се омъжва два пъти: между 1952 и 1954 г. е омъжена за актьора Пиер Монди, а между 1958 и 1977 г. – за Анри Шмен, състезател и PR мениджър на Ford France, с когото има син. Умира в съня си на 27 декември 2016 г. На 89 години. 

## Избрана филмография
| Година | Филм                   | Оригинално заглавие             | Роля                       | Режисьор                |
| ------ | ---------------------- | ------------------------------- | -------------------------- | ----------------------- |
| 1967   | Голямата ваканция      | Les grandes vacances            | Изабел Боске               | Жан Жиро                |
| 1967   | Оскар                  | Oscar                           | Жермен Берние              | Едуар Молинаро          |
| 1968   | Полицаят се жени       | Le Gendarme se marie            | Жозефа Крюшо               | Жан Жиро                |
| 1969   | Замразеният            | Hibernatus                      | Едме дьо Тартас            | Едуар Молинаро          |
| 1970   | Полицаят се пенсионира | Le Gendarme en Balade           | Жозефа Крюшо               | Жан Жиро                |
| 1971   | Джо                    | Jo                              | Силви Бризбар              | Жан Жиро                |
| 1976   | Крилце или кълка       | L'Aile ou la cuisse             | Маргьорит #1               | Клод Зиди               |
| 1980   | Скъперникът            | L'Avare                         | Фрозина                    | Жан Жиро, Луи дьо Фюнес |
| 1981   | Зелева супа            | La Soupe aux choux              | мадам Амели Пуланжар, луда | Жан Жиро                |
| 1982   | Полицаят и полицайките | Le Gendarme et les gendarmettes | Жозефа Крюшо               | Жан Жиро                |